# Geroldswil
Geroldswil is een gemeente en plaats in het Zwitserse kanton Zürich, en maakt deel uit van het district Dietikon.
Geroldswil telt 4422 inwoners.